# 建業路駅 (廈門市)
建業路駅（けんぎょうろえき、閩南語:Kiàn-gia̍p-lō͘ tsām）は、中華人民共和国福建省廈門市思明区建業路と湖浜北路の交差点にある、廈門軌道交通2号線の駅。

## 歴史
2019年12月25日2号線の駅として開業。

## 駅構造

### のりば
| 番線 | 路線    | 行先       |
| ---- | ------- | ---------- |
|      | ■ 2号線 | 天竺山方面 |
|      | ■ 2号線 | 五縁湾方面 |

## 隣の駅
廈門軌道交通
■ 2号線
湖浜中路駅 - 建業路駅 - 郵輪中心駅